# Interestatal 172 (Illinois)
La Interestatal 172 (abreviada I-172) es una autopista interestatal ubicada en el estado de Illinois. La autopista inicia en el sur desde la I 72  , US 36   en Fall Creek hacia el norte en la US 24  , IL 336   en Quincy. La autopista tiene una longitud de 31,7 km (19.69 mi).

## Mantenimiento
Al igual que las carreteras estatales, las carreteras federales, la Interestatal 172 es administrada y mantenida por el Departamento de Transporte de Illinois por sus siglas en inglés IDOT.